# Go-Mizunoo
Keizer Go-Mizunoo (Japans: 後水尾天皇, Go-Mizunoo-tennō) (29 juni 1596 – 11 september 1680) was de 108e Keizer van Japan, volgens de traditionele opvolgvolgorde.
Hij regeerde van 1611 tot 1629.

## Genealogie
Go-Mizunoo was vernoemd naar de voormalige keizer Seiwa, bijgenaamd Mizunoo. Het voorvoegsel go- (後), kan worden vertaald als “later” of “tweede”, waardoor zijn naam vrij vertaald “Mizunoo de tweede” betekent. Zijn persoonlijke naam (imina) was Masahito.
Go-Mizunoo was de derde zoon van keizer Go-Yozei. Zijn moeder was de dochter van Konoe Sakihisa.
Go-Mizunoo had zelf vier hofdames, met wie hij ten minste 16 kinderen kreeg. Vier van hen erfden later de troon; Meisho, Go-Komyo, Go-Sai en Reigen.

## Leven
Go-Mizunoo volgde zijn vader op na diens aftreden in 1611.
In 1614 vond het Beleg van Osaka plaats. Datzelfde jaar werd Miyako getroffen door een zware aardbeving.
In 1620 trouwde Go-Mizunoo met Tokugawa Kazuko, de dochter van shogun Tokugawa Hidetada. In april dat jaar werd de keizerlijke hoofdstad Kioto tweemaal getroffen door een grote brand.
In 1627 werd Go-Mizunoo slachtoffer van een schandaal dat de boeken inging als het “paarse kleding-incident” (紫衣事件, shi-e jiken). Hij werd ervan beschuldigd eervolle paarse kleding aan meer dan tien priesters te hebben gegeven ondanks dat de shogun deze klederdracht gedurende twee jaar had verboden (om zo de banden tussen de keizer en de priesters te verbreken). De shogun verklaarde deze schenking ongeldig. Twee jaar na het gebeuren kondigde Go-Mizunoo zijn aftreden aan, ten gunste van zijn dochter.
De rest van zijn leven sleet Go-Mizunoo met het toezien op verschillende esthetische projecten en interesses, waarvan de Japanse tuinen van de Shugaku-in Rikyū het bekendst zijn.
Go-Mizunoo stierf op 84-jarige leeftijd.

## Perioden
Go-Mizunoo’s regeerperiode omvat de volgende tijdsperioden van de Japanse geschiedenis:
- Keichō (1596-1615)
- Genna (1615-1624)
- Kan'ei (1624-1644)

* Regent Jingu staat niet op de traditionele lijst.